# Bothriocline
Bothriocline är ett släkte av korgblommiga växter. Bothriocline ingår i familjen korgblommiga växter.

## Dottertaxa tillBothriocline, i alfabetisk ordning[1]
- Bothriocline amphicoma
- Bothriocline amplifolia
- Bothriocline angolensis
- Bothriocline argentea
- Bothriocline atroviolacea
- Bothriocline attenuata
- Bothriocline auriculata
- Bothriocline bagshawei
- Bothriocline bampsii
- Bothriocline concinna
- Bothriocline congesta
- Bothriocline cuneifolia
- Bothriocline emilioides
- Bothriocline ethulioides
- Bothriocline fusca
- Bothriocline glabrescens
- Bothriocline globosa
- Bothriocline glomerata
- Bothriocline grandicapitulata
- Bothriocline grindeliifolia
- Bothriocline hispida
- Bothriocline hoyoensis
- Bothriocline huillensis
- Bothriocline imatongensis
- Bothriocline inyangana
- Bothriocline ituriensis
- Bothriocline katangensis
- Bothriocline kundelungensis
- Bothriocline kungwensis
- Bothriocline laxa
- Bothriocline leonardiana
- Bothriocline longipes
- Bothriocline madagascariensis
- Bothriocline malaissei
- Bothriocline marungensis
- Bothriocline mbalensis
- Bothriocline microcephala
- Bothriocline milanjiensis
- Bothriocline monocephala
- Bothriocline moramballae
- Bothriocline muschleriana
- Bothriocline nyiruensis
- Bothriocline nyungwensis
- Bothriocline pauciseta
- Bothriocline pauwelsii
- Bothriocline pectinata
- Bothriocline quercifolia
- Bothriocline ripensis
- Bothriocline ruwenzoriensis
- Bothriocline schimperi
- Bothriocline sengensis
- Bothriocline shagayuensis
- Bothriocline steetziana
- Bothriocline subcordata
- Bothriocline trifoliata
- Bothriocline ugandensis
- Bothriocline upembensis
- Bothriocline virungae
- Bothriocline wittei